# The Tatami Galaxy
The Tatami Galaxy (四畳半神話大系, Yojōhan Shinwa Taikei, literalmente Crônicas Mitológicas de "Tatame 4½") é um romance acadêmico japonês de 2004 escrito por Tomihiko Morimi e publicado pela Ohta Publishing. Seu narrador em primeira pessoa é um veterano sem nome em uma universidade de Kyoto relembrando as desventuras de seus anos anteriores de vida no campus, com cada um dos quatro capítulos ocorrendo em universos paralelos nos quais ele está matriculado em uma sociedade universitária diferente.
O romance foi adaptado para uma série de anime de 11 episódios pela Madhouse dirigida por Masaaki Yuasa, que foi ao ar no bloco de programação Noitamina da Fuji Television de abril a julho de 2010. O romance recebeu uma sequência, Tatami Time Machine Blues, em julho de 2020. A sequência receberá uma adaptação original de animação em rede da Science SARU, que estreará em 2022 no Disney+.
O anime The Tatami Galaxy ganhou o Grande Prêmio do Japan Media Arts Festival 2010 na Divisão de Animação e o Tokyo Anime Award 2011 na categoria Televisão.

## Enredo
The Tatami Galaxy segue um estudante do terceiro ano sem nome na Universidade de Kyoto, usando universos paralelos como um dispositivo de enredo para explorar como sua vida teria sido diferente se ele se juntasse a um clube do campus específico (também chamado de "círculo"). A maioria dos episódios da série segue a mesma estrutura básica: o protagonista se junta a um círculo como calouro, mas se desilude quando a atividade não leva à idealizada "vida de campus cor-de-rosa" com a qual sonhava. Ele conhece Ozu, outro aluno, cujo incentivo o coloca em uma missão de moralidade duvidosa. Ele se aproxima de Akashi, uma estudante de engenharia do segundo ano, e faz uma promessa a ela, geralmente dentro de um subtexto romântico. Ele encontra uma cartomante, que o informa enigmaticamente de uma oportunidade "pendurada" na frente de seus olhos; isso o leva a se lembrar de um chaveiro mochiguman perdido por Akashi e recuperado pelo protagonista, que ele deixa pendurado em um interruptor em seu apartamento e se esquece perpetuamente de voltar para ela. A missão duvidosa termina mal para o protagonista, fazendo-o lamentar o estado de sua vida e se perguntar como as coisas teriam sido diferentes se ele tivesse entrado em um círculo diferente. O tempo retrocede, e o episódio subsequente mostra o protagonista mais uma vez como calouro, juntando-se a um círculo diferente.

## Personagens
Protagonista / "Eu" (私, Watashi)
Voz de: Shintarō Asanuma
Ozu (小津)
Voz de: Hiroyuki Yoshino
Akashi (明石)
Voz de: Maaya Sakamoto
Seitarō Higuchi (樋口 清太郎, Higuchi Seitarō)
Voz de: Keiji Fujiwara, Kazuya Nakai
Masaki Jōgasaki (城ヶ崎 マサキ, Jōgasaki Masaki)
Voz de: Junichi Suwabe
Ryōko Hanuki (羽貫 涼子, Hanuki Ryōko)
Voz de: Yuko Kaida
Kaori (香織)
Voz de: Mamiko Noto, Nobuyuki Hiyama
Aijima (相島)
Voz de: Setsuji Satō
Keiko Higuchi (樋口 景子, Higuchi Keiko)
Fortune teller (老婆, Rōba)
Voz de: Ako Mayama
Ramen stall owner (猫ラーメン店主, Neko rāmen tenshu)
Voz de: Atsushi Miyauchi
Johnny (ジョニー, Jonī)
Voz de: Nobuyuki Hiyama

## Mídia

### Romance
The Tatami Galaxy foi lançado pela primeira vez como um romance por Tomihiko Morimi, publicado em dezembro de 2004 como um tankōbon pela Ohta Publishing, e republicado em março de 2008 como um bunkoban pela Kadokawa Shoten. O romance foi traduzido para o coreano pela Viche em agosto de 2008, chinês tradicional pela China Times Publishing em dezembro de 2009, e chinês simplificado pela Shanghai People's Publishing House em agosto de 2010.
O romance de 2006 de Morimi, Yoru wa Mijikashi Arukeyo Otome, serve como um sucessor espiritual do primeiro romance, com um cenário compartilhado e alguns personagens recorrentes. O romance foi publicado nos Estados Unidos em 2019 pela Yen Press.
The Tatami Galaxy recebeu uma sequência, intitulada Tatami Time Machine Blues (四畳半タイムマシンブルース, Yojōhan Time Machine Blues, literalmente Máquina do Tempo de Tatame 4½ Blues"), inspirada na peça de Makoto Ueda, Summer Time Machine Blues. Foi lançado em 29 de julho de 2020 no Japão.
Tanto The Tatami Galaxy quanto Tatami Time Machine Blues são licenciados para publicação nos Estados Unidos pela HarperCollins e serão publicados no outono de 2022 e no verão de 2023, respectivamente.

### Anime
Uma adaptação para anime de The Tatami Galaxy foi produzida pela Madhouse, com Masaaki Yuasa como diretor, Makoto Ueda como roteirista e Michiru Ōshima como compositor. A série estreou em 22 de abril de 2010 como parte do bloco de programação Noitamina da Fuji TV. Duas peças de música tema são usadas para a série: "Maigoinu to Ame no Beat" por Asian Kung-Fu Generation como tema de abertura, e "Kami-sama no Iutōri (神様のいうとおり, "Como Deus Diz") por Etsuko Yakushimaru como tema de encerramento.
Três curtas de sete minutos foram incluídos no lançamento em DVD e Blu-ray da série. O primeiro volume de DVD/BD foi lançado em 20 de agosto de 2010 e continha o primeiro curta; o segundo e terceiro curtas foram lançados no terceiro e quarto volumes de DVD/BD em 22 de outubro de 2010 e 26 de novembro de 2010, respectivamente.
Na América do Norte, a série foi transmitida simultaneamente pela Funimation, e licenciada pela Beez Entertainment no Reino Unido. Em junho de 2019, a Funimation anunciou o lançamento da série em Blu-ray e DVD apenas com legendas em 3 de setembro.
Em 12 de agosto de 2021, foi anunciado que o romance Tatami Time Machine Blues receberia uma adaptação em anime. A série, mais tarde revelada como uma original net animation (ONA), é animada pela Science SARU e dirigida por Shingo Natsume, com o roteirista Makoto Ueda, o designer de personagens Yusuke Nakamura e a maioria do elenco de voz original japonês reprisando seus papéis. A série estreará exclusivamente no Disney+ no Japão em 2022, com uma versão cinematográfica de compilação para o final daquele ano. O lançamento da série no Disney+ incluirá um episódio original que não fará parte da compilação teatral.

### Filme
Yoru wa Mijikashi Arukeyo Otome, um longa-metragem e sequência espiritual de The Tatami Galaxy, baseado no romance de mesmo nome, foi lançado pela Toho em 7 de abril de 2017.